# NGC 3631
NGC 3631 هي مجرة حلزونية تقع في كوكبة الدب الأكبر. تبعد حوالي 35 مليون سنة ضوئية من الأرض وبالنظر إلى أبعادها الظاهرة، فأن عرضها يبلغ 60,000 سنة ضوئية. اكتشفها ويليام هيرشل في 14 أبريل 1789. والمجرة مجرة حلزونية بتصميم عظيم مواجهة للأرض.

## الخصائص
NGC 3631 هي مجرة حلزونية بتصميم عظيم وتتميز بوجدا ذراعان حلزونيان رئيسيين، والتي تكون بالقرب من المركز. الذراعان الحلزونيان تتفرع إلى أذرع ثانوية ذات سطوع سطحي أقل.تظهر المجرة معدل تكوين النجوم معتدل إلى عالي ومناطق هيدروجين ثنائي ساطعة في جميع الأذرع . معدل تكوين النجوم في المجرة هو 4.6 كتلة شمسية سنويا. لاحظ هالتون آرب "أذرع مستقيمة"، و أنبوب امتصاص يعبر من الداخل إلى الخارج من الذراع الجنوبي" وأضاف المجرة إلى أطلسة أطلس المجرات الغريبة. بالميل 17 درجة ينظر إلى المجرة تقريبا.
تصوير خط هيدروجين يظهر أذرع حلزونية بارزة جيداً ورصد كذلك الهيدروجين الأحادي عن خط هيدروجين أيضا في معظم المناطق بين الأذرع الحلزونية. تم الكشف عن الهيدروجين الذري في الغالب داخل حدود القرص البصري ولكنة أيضا يمتد لمرة ونصف المرة نصف قطر القرص البصري. الهيدروجين يشكل حركة متدفقة بالقرب من الأذرع الحلزونية. يتميز الغاز اثنين من الأعاصير المضادة وأربع من دوامات الأعاصير، بالتناوب مع نمط الدوامة. وتسبب هذه الظواهر بسبب التناوب التفاضلي والأعاصير هي نتيجة السعة العالية في موجة الكثافة.
أنتشار انبعاث الأشعة السينية من NGC 3631 ضعيفة . ويوجد ستة مصادر أشعة إكس فائق التألق محتملة في قرص المجرة، نواة المجرة تستضيف ثقب أسود فائق مع كتلة 107.4 (25 مليون) كتلة شمسية، استناداً إلى ضياء حوصلة المجرة في النطاق (K band).

## مستعر اعظم
تم اكتشاف أربعة مستعرات فائقة في هذة المجرة:SN 1964A (mag. 17), SN 1965L (mag. 15.95), SN 1996bu, وSN 2016bau.
SN 1996bu كان من النوع الثاني اكتشف في 14 نوفمبر 1996 ووصل إلى ذروة بصرية قدرها 17.3. SN 2016bau كان مستعر من النوع Ib اكتشف قبل السطوع الأقصى  ورصد أيضا في موجات الراديو بواسطة مصفوفة المراصد الكبيرة كمصدر راديو فلكي لة كثافة تدفق قدرها 1.0 +/- 0.03 mJy في النطاق الترددي الجانبي الأدنى 8.6 غيغاهرتز في وضع يتفق مع انبعاث مستعر أعظم بصري على مسافة 13 مليون فرسخ فلكي.

## المجرات القريبة
تشكل NGC 3631 مجموعة صغيرة مع NGC 3657 ، والتي هي جزء من عنقود مجرات الدب الأكبر الشمالية، وهو جزء من عنقود مجرات العذراء العظيم.

## وصلات خارجية
- NGC 3631 على موقع ويكي سكاي: DSS2, SDSS, GALEX, IRAS, Hydrogen α, X-Ray, Astrophoto, Sky Map, Articles and images